# Bundesviertel

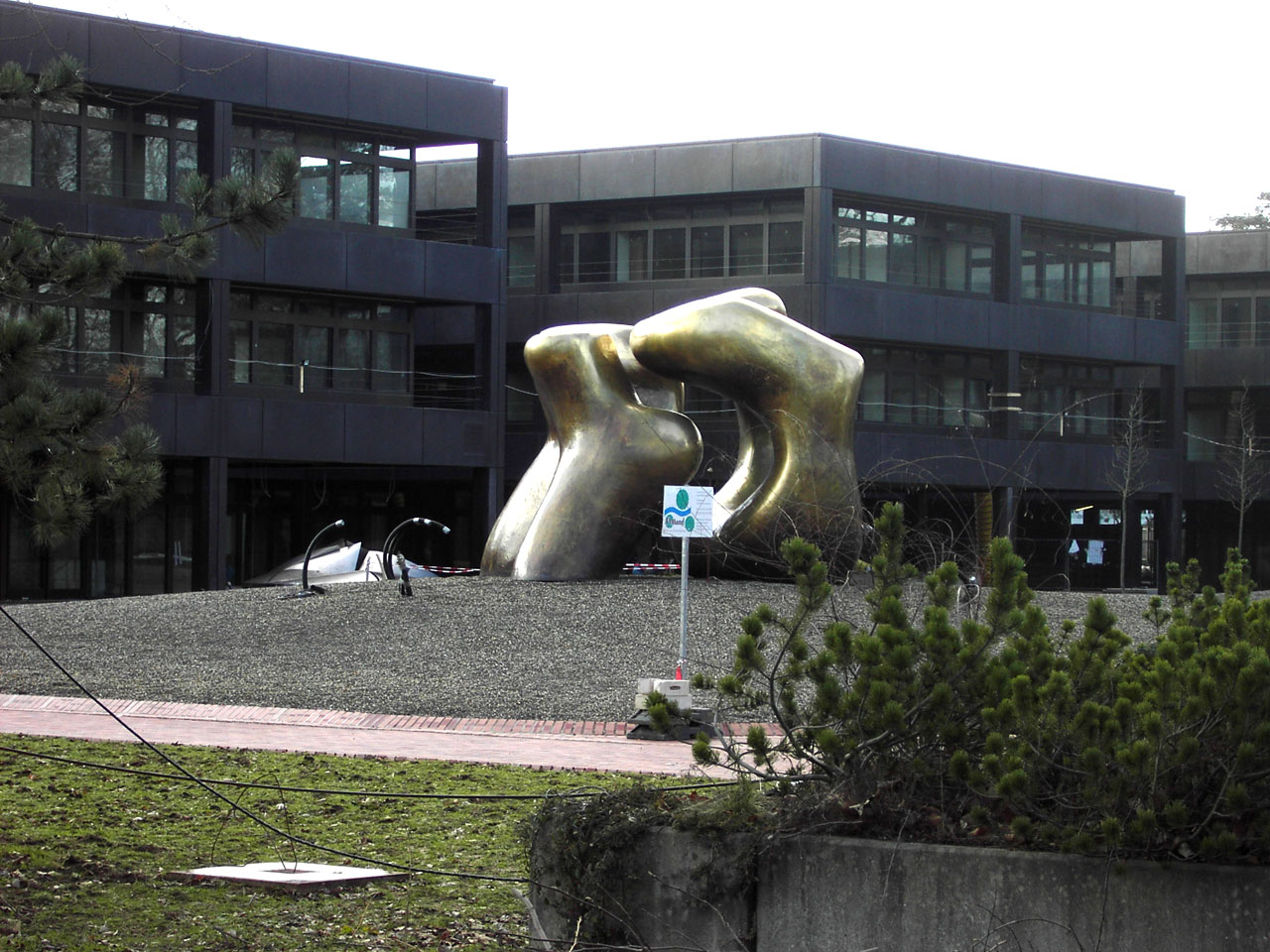
Före detta Bundeskanzleramt i Bonn.

Bundesviertel (fram till 1993 Parlaments- und Regierungsviertel) är en stadsdel i Bonn som innefattar stadsdelarna Gronau och Hochkreuz vid Rhen. 
När Bonn blev Västtysklands huvudstad 1949 valdes området till nytt regerings- och parlamentshögkvarter och blev Tysklands nya maktcentrum där de viktigaste besluten fattades. Området byggdes genom åren ut med nya regerings- och departementsbyggnader. Efter att regering och parlament flyttade år 1999 har Bundesviertel utvecklats till ett hem för internationella organisationer och storkoncerner tillsammans med de statliga institutioner som finns kvar.